# It Ain't Over 'Til It's Over
It Ain't Over 'Til It's Over is een rockballad van de Amerikaanse zanger Lenny Kravitz uit 1991. Het is de tweede single van zijn tweede studioalbum Mama Said. Het nummer gaat over een relatie die op de klippen loopt.
Het nummer haalde de 2e positie in de Amerikaanse Billboard Hot 100. In andere landen werd het een bescheiden hit. In Nederland was de plaat op vrijdag 31 mei 1991 Veronica Alarmschijf op Radio 3 en werd een bescheiden hit. De plaat bereikte de 9e positie in de Nederlandse Top 40 en de 12e positie in de Nationale Top 100. In België haalde de plaat de 19e positie in de Vlaamse Radio 2 Top 30.

## NPO Radio 2 Top 2000
| Nummer met noteringen in de NPO Radio 2 Top 2000 | '09  | '10  | '11  | '12 | '13  | '14  | '15 | '16  |
| ------------------------------------------------ | ---- | ---- | ---- | --- | ---- | ---- | --- | ---- |
| It Ain't Over 'til It's Over                     | 1960 | 1811 | 1761 | -   | 1795 | 1679 | -   | 1959 |

1. ↑  Een '-' betekent dat het nummer niet was genoteerd en een vetgedrukt getal geeft de hoogste notering aan.
2. ↑  2009 was het eerste jaar met een notering voor dit nummer.
3. ↑  Deze tabel is bijgewerkt tot en met de laatste editie (2024).